# Xiaomi Mi Note 3
Xiaomi Mi Note 3 — смартфон компанії Xiaomi, що входить до серії Mi Note. Був представлений 11 вересня 2017 року разом із Xiaomi Mi MIX 2. Починаючи з цього смартфона серія Mi Note стала субфлагманською.

## Дизайн
Передня панель виконана зі скла Corning Gorilla Glass 4, задня панель — зі скла невідомого виробництва, а рамка — з алюмінію 7000 серії. Ззовні Xiaomi Mi Note 3 виглядає як збільшений Xiaomi Mi 6.
Знизу знаходяться роз'єм USB-C та динаміка і мікрофона, зверху — другий мікрофон та ІЧ-порт, зліва — лоток під 2 SIM-картки, а справа — гойдалка регулювання гучності та кнопка блокування. Сканер відбитків пальця вбудовано в кнопку «додому». На відміну від свого попередника, Mi Note 3 не має 3,5 мм аудіороз'єму.
Xiaomi Mi Note 3 продавався в чорному та синьому кольорах.

## Технічні характеристики

### Апаратне забезпечення
Mi Note 3, на відміну від попередника з флагманською системою на кристалі, отримав систему на кристалі субфлагманського рівня Qualcomm Snapdragon 660 з графічним процесором Adreno 540. Пристрій має 6 ГБ оперативної пам'яті типу LPDDR4X та 64 ГБ або 128 ГБ пам'яті постійного зберігання типу eMMC 5.1.
Батарея отримала об'єм 3500 мА·год та підтримку швидкої 18-ватної зарядки Quick Charge 3.0.
Mi Note 3 отримав 5,5-дюймовий дисплей типу IPS LCD з роздільною здатністю Full HD (1920 × 1080), співвідношенням сторін 16:9 та щільністю пікселів 403 ppi.
Mi Note 3 має стереодинаміки, де розмовний динамік водночас виконує функцію другого мультимедійного динаміка.
Смартфон отримав основну подвійну камеру, що складається із ширококутного об'єктива на 12 Мп з діафрагмою f/1.8, фазовим автофокусом та 4-осьвою оптичною стабілізацією зображення та телеоб'єктива на 12 Мп з діафрагмою f/2.6, автофокусом та 2-кратним оптичним зумом. Також пристрій отримав ширококутну фронтальну камеру на 16 Мп з діафрагмою f/2.2. Основна камера вміє записувати відео в роздільній здатності 4K@30fps, а передня — 1080p@30fps. Також це перший смартфон Xiaomi, що отримав функцію розблокування по обличчю за допомогою фронтальної камери.

### Програмне забезпечення
Китайська версія була випущена на MIUI 8, а глобальна — на MIUI 9, які працюють на Android 7.1.2 Nougat. Був оновлений до MIUI 12 на базі Android 9 Pie.

## Рецензії
Оглядач з інтернет-порталу ITC.ua поставив смартфону 4 бали з 5. До мінусів він відніс слизький корпус, сирість ПЗ, що проглядається в додатку камери та високий цінник на старті продажів. До плюсів оглядач відніс якість збірки, дисплей, продуктивність, автономність та роботу сканера відбитків пальців. У висновку він сказав, що смартфон вийшов дуже схожим до Xiaomi Mi 6 і при цьому зміг зберегти більшість плюсів зі старшої моделі та отримав дешевшу ціну.